# Dicranomyia (Dicranomyia) laistes
Dicranomyia (Dicranomyia) laistes is een tweevleugelige uit de familie steltmuggen (Limoniidae). De soort komt voor in het Neotropisch gebied.